# Chubbuck
Chubbuck é uma cidade localizada no estado americano de Idaho, no Condado de Bannock.

## Demografia
Segundo o censo americano de 2000, a sua população era de 9700 habitantes.
Em 2006, foi estimada uma população de 10.861, um aumento de 1161 (12.0%).

## Geografia
De acordo com o United States Census Bureau tem uma área de
9,2 km², dos quais 9,2 km² cobertos por terra e 0,0 km² cobertos por água.

## Localidades na vizinhança
O diagrama seguinte representa as localidades num raio de 32 km ao redor de Chubbuck.